# Десинић
Десинић је насељено место и седиште општине у Крапинско-загорској жупанији, Хрватска. До територијалне реорганизације у Хрватској налазио се у саставу бивше велике општине Преграда.

## Становништво
На попису становништва 2011. године, општина Десинић је имала 2.933 становника, од чега у самом Десинићу 367.

## Попис1991.
На попису становништва 1991. године, насељено место Десинић је имало 366 становника, следећег националног састава:
| Попис 1991.‍  | Попис 1991.‍  | Попис 1991.‍ | Попис 1991.‍ | Попис 1991.‍ |
| ------------ | ------------ | ----------- | ----------- | ----------- |
|              |              |             |             |             |
| Хрвати       | Хрвати       |             | 357         | 97,54%      |
| Муслимани    | Муслимани    |             | 2           | 0,54%       |
| Словенци     | Словенци     |             | 2           | 0,54%       |
| Југословени  | Југословени  |             | 1           | 0,27%       |
| Македонци    | Македонци    |             | 1           | 0,27%       |
| неопредељени | неопредељени |             | 3           | 0,81%       |
| укупно: 366  |              |             |             |             |